# 2,4,6-Tribromresorcin
2,4,6-Tribromresorcin ist eine chemische Verbindung, die zur Stoffgruppe der Phenole gehört.

## Darstellung
2,4,6-Tribromresorcin kann durch Bromierung von Resorcin in Chloroform hergestellt werden.
Wird Brom im Überschuss eingesetzt, reagiert das 2,4,6-Tribromresorcin zu 2,4,4,6,6-Pentabrom-1-cyclohexen-3,5-dion weiter.
Durch Zugabe von Kaliumiodid kann diese Reaktion rückgängig gemacht werden.

## Reaktionen
Aus 2,4,6-Tribromresorcin kann im Labor durch Umsetzung mit Natriumsulfit und Natriumhydroxid in einem 5:1 Wasser/Methanol-Gemisch 2-Bromresorcin hergestellt werden.
Die Nitrierung von 2,4,6-Tribromresorcin mit Salpetriger Säure führt zur Verdrängung eines Bromatoms unter Bildung von 2,6-Dibrom-4-nitroresorcin.
Wird die Nitrierung mit rauchender Salpetersäure durchgeführt, werden zwei Bromatome verdrängt, es entsteht 2-Brom-4,6-dinitroresorcin.
Wird das 2,4,6-Tribromresorcin vor der Nitrierung mit Acetanhydrid verestert, so lagert sich die Nitrogruppe an der Position 5 an. Auch der Diethylether (Schmelzpunkt 68–69 °C) reagiert auf diese Weise. Das Diacetat schmilzt bei 108 °C.
Das Natriumsalz des 2,4,6-Tribromresorcins kann in ethanolischer Lösung hergestellt werden und kristallisiert mit zwei Molekülen Ethanol mit der stöchiometrischen Zusammensetzung C6HBr3(ONa)2·2C2H5OH.